# Championnats du monde de descente de canoë-kayak 2018
Navigation
Championnats du monde de descente 2017 Championnats du monde de descente 2019
Les 35e championnats du monde de descente de canoë-kayak se sont tenus à Muotathal, en Suisse, sous l'égide de la Fédération internationale de canoë, du 31 mai au 3 juin 2018.

## Résultats

### Classique

#### K1
| Épreuves          | Or                                                         | Argent                                                  | Bronze                                                    |
| ----------------- | ---------------------------------------------------------- | ------------------------------------------------------- | --------------------------------------------------------- |
| Individuel femmes | Martina Satkova Tchéquie                                   | Manon Hostens France                                    | Melanie Mathys Suisse                                     |
| Individuel hommes | Simon Oven Slovénie                                        | Paul Jean France                                        | Paul Graton France                                        |
| Par équipe femmes | Martina Satkova Anezka Paloudova Barbora Dimovova Tchéquie | Claire Bren Charlène Le Corvaisier Manon Hostens France | Melanie Mathys Hannah Mueller Sabine Eichenberger Suisse  |
| Par équipe hommes | Paul Graton Paul Jean Maxence Barouh France                | Adam Satke Filip Hric Karel Slepica Tchéquie            | Finn Hartstein Björn Beerschwenger Nico Paufler Allemagne |

#### C1
| Épreuves          | Or                                                      | Argent                                               | Bronze                                            |
| ----------------- | ------------------------------------------------------- | ---------------------------------------------------- | ------------------------------------------------- |
| Individuel femmes | Martina Satkova Tchéquie                                | Cecilia Panato Italie                                | Maren Lutz Allemagne                              |
| Individuel hommes | Ondrej Rolenc Tchéquie                                  | Louis Lapointe France                                | Marek Rygel Tchéquie                              |
| Par équipe femmes | Martina Satkova Anezka Paloudova Marie Nemcova Tchéquie | Alice Panato Cecilia Panato Marlene Ricciardi Italie | Margot Béziat Hélène Raguénès Claire Haab France  |
| Par équipe hommes | Ondrej Rolenc Marek Rygel Antonin Hales Tchéquie        | Norman Weber Tim Heilinger Janosch Sülzer Allemagne  | Louis Lapointe Tony Debray Nicolas Sauteur France |

#### C2
| Épreuves          | Or | Argent                                                                                               | Bronze |
| ----------------- | --- | --- | --- |
| Femmes            | Alice Panato Cecilia Panato Italie                                                                          | Verena Sülzer Maren Lutz Allemagne                                                                   | Hélène Raguénès Margot Béziat France                                                                                   |
| Hommes            | Stéphane Santamaria Quentin Dazeur France                                                                   | Tony Debray Louis Lapointe France                                                                    | Ancelin Gourjault Lucas Pazat France                                                                                   |
| Par équipe hommes | Ancelin Gourjault et Lucas Pazat Stéphane Santamaria et Quentin Dazeur Tony Debray et Louis Lapointe France | Marek Rygel et Petr Vesely Daniel Suchanek et Ondrej Rolenc Filip Jelinek et Vaclav Kristek Tchéquie | Federico Urbani et Vladi Panato Davide Maccagnan et Mattia Quintarelli Giorgio Dell'Agostino et Andrea Bernardi Italie |

### Sprint

#### K1
| Épreuves          | Or                                                         | Argent                                                  | Bronze                                                    |
| ----------------- | ---------------------------------------------------------- | ------------------------------------------------------- | --------------------------------------------------------- |
| Individuel femmes | Manon Hostens France                                       | Martina Satkova Tchéquie                                | Claire Bren France                                        |
| Individuel hommes | Nejc Žnidarčič Slovénie                                    | Vid Debeljak Slovénie                                   | Anze Urankar Slovénie                                     |
| Par équipe femmes | Martina Satkova Anezka Paloudova Barbora Dimovova Tchéquie | Claire Bren Charlène Le Corvaisier Manon Hostens France | Jil-Sophie Eckert Lisa Köstle Sabine Füsser Allemagne     |
| Par équipe hommes | Vid Debeljak Nejc Žnidarčič Anze Urankar Slovénie          | Paul Graton Paul Jean Maxence Barouh France             | Finn Hartstein Björn Beerschwenger Nico Paufler Allemagne |

#### C1
| Épreuves                                   | Or                                                  | Argent                                            | Bronze                                              |
| ------------------------------------------ | --------------------------------------------------- | ------------------------------------------------- | --------------------------------------------------- |
| Individuel femmes                          | Cecilia Panato Italie                               | Marie Nemcova Tchéquie                            | Martina Satkova Tchéquie                            |
| Individuel hommes                          | Blaz Cof Slovénie                                   | Marek Rygel Tchéquie                              | Ondrej Rolenc Tchéquie                              |
| Par équipe femmes (épreuve non officielle) | Margot Béziat Hélène Raguénès Claire Haab France    | Non attribuée                                     | Non attribuée                                       |
| Par équipe hommes                          | Ondrej Rolenc Marek Rygel Vladimir Slanina Tchéquie | Louis Lapointe Tony Debray Nicolas Sauteur France | Norman Weber Tim Heilinger Janosch Sülzer Allemagne |

#### C2
| Épreuves                                   | Or | Argent                                                                                             | Bronze                            |
| ------------------------------------------ | --- | -------------------------------------------------------------------------------------------------- | --------------------------------- |
| Femmes (épreuve non officielle)            | Verena Sülzer Maren Lutz Allemagne                                                                          | Rachel Houston Louise Revell Italie                                                                | Non attribuée                     |
| Hommes                                     | Stéphane Santamaria Quentin Dazeur France                                                                   | Ancelin Gourjault Lucas Pazat France                                                               | Tony Debray Louis Lapointe France |
| Par équipe hommes (épreuve non officielle) | Ancelin Gourjault et Lucas Pazat Stéphane Santamaria et Quentin Dazeur Tony Debray et Louis Lapointe France | Marek Rygel et Petr Vesely Daniel Suchanek et Ondrej Rolenc Antonin Hales et Martin Novak Tchéquie | Non attribuée                     |